# Otto Henrik Nors
Otto Henrik Nors (15. oktober 1821 i Løgstør – 17. februar 1875 i Aarhus) var en dansk kancelliråd, prokurator, bankdirektør og medlem af Aarhus Byråd.
Nors kom til Aarhus i 1844 og blev ansat ved stiftamtmanden. I 1853 blev han prokurator ved underretterne i Århus Stift, og i 1864 blev han udnævnt til kancelliråd. Han var medlem af Aarhus Byråd fra 1861 til sin død. Flere år var han næstformand for byrådet, ligesom han i flere år var fattigudvalgsformand. Han var en vigtig skikkelse i byrådet i de år, blandt andet også under diskussionen om Frederiksbjergs indlemmelse i Aarhus Kommune i 1874.
Da Aarhuus Privatbank blev oprettet i 1871, var Nors en af de drivende kræfter. Senere samme år blev han både valgt til bestyrelsen for banken og senere direktør, hvilket han var til sin død. Banken blev senere fusioneret med Fyens Disconto Kasse til Provinsbanken. I dag er denne opgået i Danske Bank.
Ved siden af sin professionelle og politiske karriere besad Nors en række tillidsposter, bl.a. var han fra 1853 kommunalrevisor, ligesom han sad i bestyrelsen for flere dampskibsselskaber med base i Aarhus.
Allerede samme år som Nors' død blev Norsgade i den nordlige del af byens centrum opkaldt efter ham.